# Hustopeče Nad Bečvou
Hustopeče Nad Bečvou är en köping i Tjeckien.   Den ligger i regionen Olomouc, i den östra delen av landet, 260 km öster om huvudstaden Prag. Hustopeče Nad Bečvou ligger 273 meter över havet och antalet invånare är 1 748.
Terrängen runt Hustopeče Nad Bečvou är huvudsakligen platt, men österut är den kuperad. Hustopeče Nad Bečvou ligger nere i en dal.Runt Hustopeče Nad Bečvou är det ganska tätbefolkat, med 214 invånare per kvadratkilometer. Närmaste större samhälle är Valašské Meziříčí, 9,8 km sydost om Hustopeče Nad Bečvou. Omgivningarna runt Hustopeče Nad Bečvou är en mosaik av jordbruksmark och naturlig växtlighet.